# Alfred Krawczyk
Alfred Alfons Stefan Krawczyk (ur. 22 grudnia 1915 w Chorzowie, zm. 23 września 1961 w Zabrzu) – polski lekkoatleta, sprinter, później trener piłki ręcznej.
Startował zarówno przed, jak i po II wojnie światowej. Był wicemistrzem Polski w biegu na 400 metrów i brązowym medalistą w sztafecie 4 × 400 metrów w 1937, wicemistrzem Polski w sztafecie 4 × 100 metrów i brązowym medalistą w sztafecie 4 × 400 metrów w 1947 oraz wicemistrzem w sztafecie 4 × 400 metrów w 1948.
Rekordy życiowe:
| Konkurencja        | Data i miejsce           | Wynik |
| ------------------ | ------------------------ | ----- |
| bieg na 200 metrów | 29 czerwca 1938, Chorzów | 23,3  |
| bieg na 400 metrów | 3 lipca 1937, Chorzów    | 51,4  |

Był zawodnikiem Stadionu Chorzów (1935-1938), Zgody Świętochłowice (1947-1948) i Górnika Zabrze (1949-1950). Pracował jako nauczyciel wychowania fizycznego. Był również trenerem piłki ręcznej w Pogoni Zabrze.